# Liste der Biografien/Stri
Liste der Biografien |
Portal Biografien |
Personensuche
# |
A |
B |
C |
D |
E |
F |
G |
H |
I |
J |
K |
L |
M |
N |
O |
P |
Q |
R |
S |
T |
U |
V |
W |
X |
Y |
Z |
?
 
Sa |
Sb |
Sc |
Sd |
Se |
Sf |
Sg |
Sh |
Si |
Sj |
Sk |
Sl |
Sm |
Sn |
So |
Sp |
Sq |
Sr |
Ss |
St |
Su |
Sv |
Sw |
Sy |
Sz
 
Sta |
Ste |
Sth |
Sti |
Stj |
Stl |
Sto |
Str |
Sts |
Stt |
Stu |
Stv |
Stw |
Sty
 
Stra |
Strb |
Stre |
Strg |
Stri |
Strl |
Strm |
Strn |
Stro |
Strp |
Stru |
Stry |
Strz
Die Liste der Biografien führt alle Personen auf, die in der deutschsprachigen Wikipedia einen Artikel haben. Dieses ist eine Teilliste mit 340 Einträgen von Personen, deren Namen mit den Buchstaben „Stri“ beginnt.

## Stri

### Stria
- Strian, Hangkun, Sinologin in Deutschland
- Striani, Luisa (* 1978), italienische Schwimmerin
- Striaukas, Gintaras (* 1960), litauischer Manager und Politiker

### Strib
- Stribeck, Richard (1861–1950), deutscher Maschinenbau-Ingenieur
- Stribl, Simone (* 1986), österreichische Journalistin und Fernsehmoderatorin
- Stribling, Cornelius (1796–1880), US-amerikanischer Offizier, Flottillenadmiral der US-Navy
- Stribling, Thomas Sigismund (1881–1965), US-amerikanischer Schriftsteller
- Stribling, Young (1904–1933), US-amerikanischer Boxer
- Stribolt, Oscar (1873–1927), dänischer Schauspieler, Sänger und Regisseur
- Stribrny, Bernhard (* 1952), deutscher Geologe, Mineraloge und Hochschullehrer
- Stříbrný, Jiří (1880–1955), tschechoslowakischer Politiker (Česká strana národně sociální) und Journalist
- Stříbrný, Václav (1853–1933), tschechischer Botaniker und Pomologe
- Stribrny, Wolfgang (1935–2011), deutscher Historiker

### Stric
- Stricagnoli, Luca (* 1991), italienischer Fingerstyle-Gitarrist und Komponist
- Stricanne, Marceau (1920–2012), französischer Fußballspieler
- Strich, Denni (* 1966), deutscher Fußballspieler und -funktionär
- Strich, Fritz (1882–1963), deutsch-schweizerischer Germanist
- Strich, Hermann (1921–2014), deutscher Jurist und Verwaltungsbeamter
- Strich, Horst-Dieter (* 1941), deutscher Fußballtorwart und -trainerHorst-Dieter Strich (* 1941)

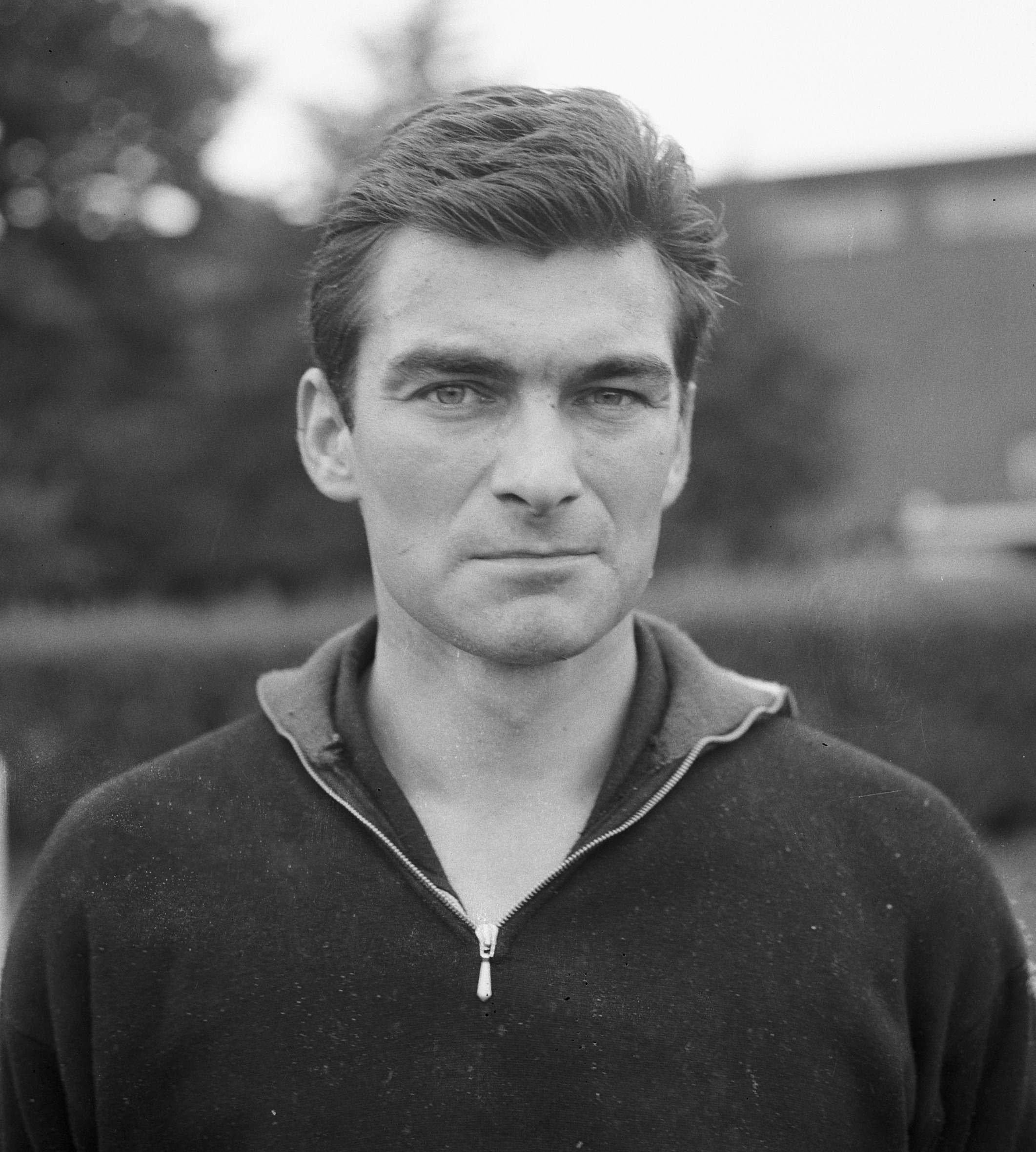
Horst-Dieter Strich (* 1941)

- Strich, Michael (1881–1941), deutscher Historiker
- Strich-Chapell, Walter (1877–1960), deutscher Kunstmaler
- Strichartz, Robert (1943–2021), US-amerikanischer Mathematiker
- Stricharz, Michael (* 1946), deutscher Violinist und Musikpädagoge
- Strick van Linschoten, Paul († 1819), niederländischer Autor, Politiker und Diplomat, Herr auf Linschoten, Polanen und Hekendorp
- Strick, Gerhard (* 1937), deutscher Fußballtorhüter
- Strick, Joseph (1923–2010), US-amerikanischer Filmregisseur, Produzent und Drehbuchautor
- Strick, Maria († 1639), niederländische Kalligrafin und Lehrerin
- Strick, Simon (* 1974), deutscher Kultur- und Medienwissenschaftler
- Strick, Wesley (* 1954), US-amerikanischer Drehbuchautor
- Stricker, Adolf (* 1942), österreichischer Lehrer und Politiker (ÖVP), Abgeordneter zum Nationalrat, Mitglied des Bundesrates
- Stricker, Alfred (* 1960), Schweizer Politiker
- Stricker, André (1931–2003), französischer Organist und Komponist
- Stricker, Astrid (* 1964), deutsche Zeichnerin und Bildhauerin
- Stricker, August (1857–1925), deutscher Mediziner
- Stricker, Augustin Reinhard, deutscher Kantaten- und Opernkomponist und Dirigent
- Stricker, Der, mittelhochdeutscher Dichter
- Stricker, Dirk (* 1918), deutscher Kapitän zur See der Bundesmarine
- Stricker, Dominic (* 2002), Schweizer Tennisspieler
- Stricker, Erwin (1950–2010), italienischer Skirennläufer und UnternehmerErwin Stricker (1950–2010)

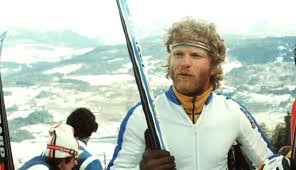
Erwin Stricker (1950–2010)

- Stricker, Franz (* 1842), deutscher Generalarzt
- Stricker, Fritz (1897–1949), deutscher Politiker (Zentrum), MdL und Journalist
- Stricker, Gerd (1941–2019), deutscher Historiker
- Stricker, Hans-Joachim (* 1948), deutscher Militär, Vizeadmiral der Deutschen Marine und Befehlshaber der Flotte
- Stricker, Heinrich (1819–1886), Mühlenbesitzer und Mitglied des Provinziallandtages der Provinz Hessen-Nassau
- Stricker, Jakob (1898–1965), Schweizer Politiker
- Stricker, Johannes († 1599), lutherischer Pfarrer und Dramatiker
- Stricker, Käthe (1878–1979), deutsche Pädagogin und Literaturhistorikerin
- Stricker, Klaus (1926–2009), deutscher Kommunalpolitiker (CDU)
- Stricker, Laura Polanyi (1882–1959), ungarisch-US-amerikanische Historikerin
- Stricker, Markus (* 1964), deutscher Sänger, Musiker, Songwriter und Heimatforscher
- Stricker, Martin († 1649), deutscher Priester
- Stricker, Mathias (* 1968), Schweizer Politiker
- Stricker, Paul (1878–1956), deutscher Pädagoge und Mykologe
- Stricker, Robert (* 1879), österreichischer Beamter und Politiker, Abgeordneter zum Nationalrat
- Stricker, Rudolf (1829–1890), deutscher Intendanturbeamter und Verleger
- Stricker, Salomon (1834–1898), österreichischer Pathologe und Histologe
- Stricker, Sarah (* 1980), deutsche Journalistin und Schriftstellerin
- Stricker, Stefan (* 1963), deutscher Travestiekünstler
- Stricker, Steve (* 1967), US-amerikanischer Golfer
- Stricker, Sven (* 1970), deutscher Schriftsteller und Hörspielregisseur
- Stricker, Thomas (* 1962), Schweizer bildender Künstler
- Stricker, Tiny (* 1949), deutscher Schriftsteller
- Stricker, Toni (1930–2022), österreichischer Komponist und Geiger
- Stricker, Wilhelm (1816–1891), deutscher Arzt und Historiker
- Stricker, Wilhelm (1874–1927), deutscher Baumeister, Architekt, kommunaler Baubeamter und Unternehmer
- Stricker, Wilhelm (1905–1992), deutscher Politiker (CDU)
- Strickerschmidt, Hildegard (1930–2020), deutsche Sonderpädagogin und Autorin
- Strickland, Agnes (1796–1874), englische Geschichtsschreiberin und Dichterin
- Strickland, Carol (* 1946), US-amerikanische Kunstwissenschaftlerin
- Strickland, Craig (1986–2015), US-amerikanischer Countrysänger
- Strickland, David (1969–1999), US-amerikanischer Schauspieler
- Strickland, Donna (* 1959), kanadische Physikerin
- Strickland, E. J. (* 1979), amerikanischer Jazzmusiker (Schlagzeug)
- Strickland, Earl (* 1961), US-amerikanischer PoolbillardspielerEarl Strickland (* 1961)

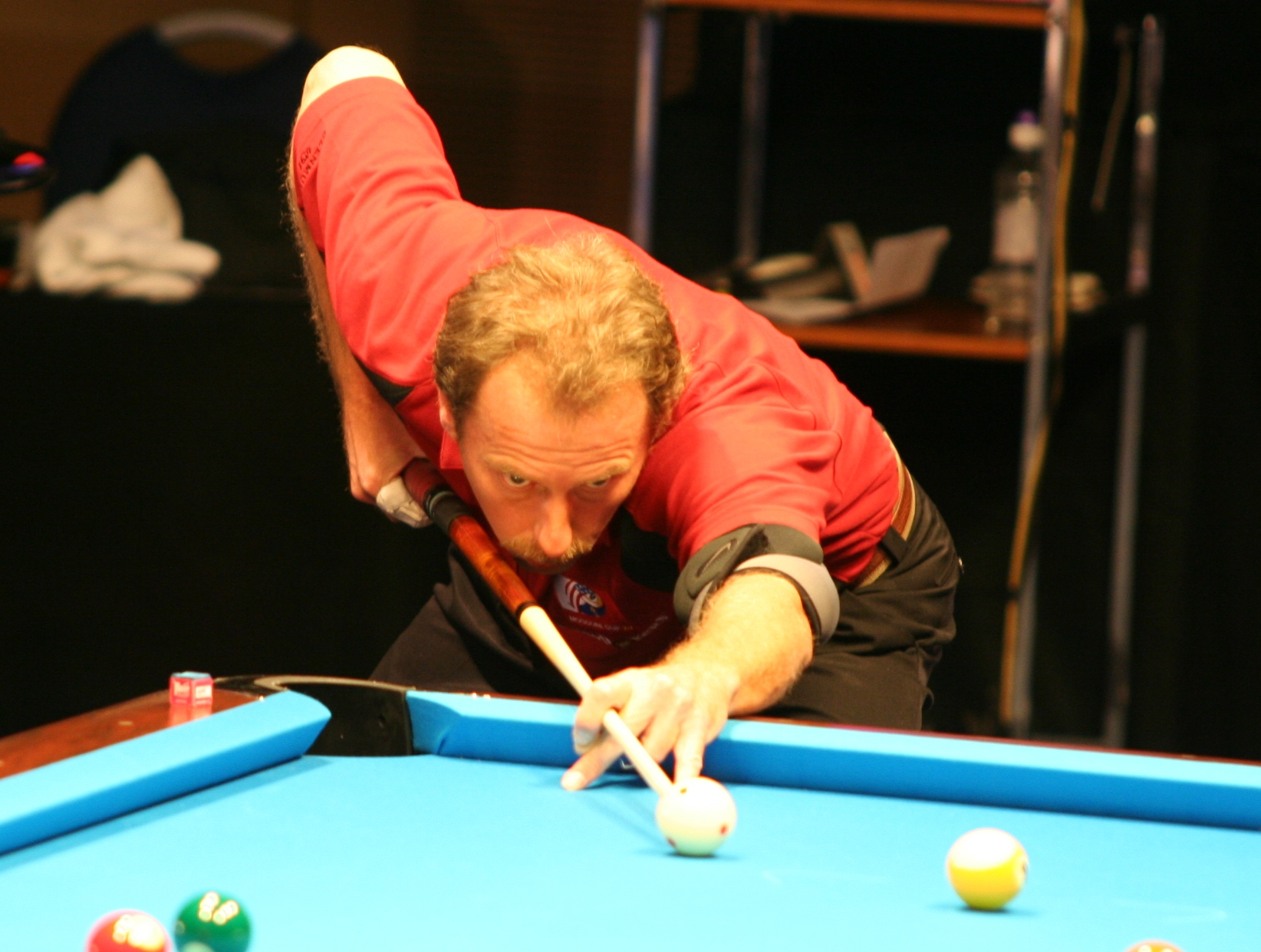
Earl Strickland (* 1961)

- Strickland, Gail (* 1947), US-amerikanische Schauspielerin
- Strickland, Gerald, 1. Baron Strickland (1861–1940), britischer Kolonialbeamter und Politiker, Mitglied des House of Commons, maltesischer Premierminister
- Strickland, Hardy (1818–1884), US-amerikanischer Plantagenbesitzer, Goldgräber und Politiker sowie konföderierter Offizier
- Strickland, Hugh Edwin (1811–1853), englischer Geologe, Ornithologe und Systematiker
- Strickland, Johnnie (1935–1994), US-amerikanischer Rockabilly- und Rock'n'Roll-Musiker
- Strickland, Joseph Edward (* 1958), US-amerikanischer römisch-katholischer Geistlicher und ehemaliger Bischof von Tyler
- Strickland, Josh (* 1983), US-amerikanischer Sänger und Schauspieler
- Strickland, KaDee (* 1975), US-amerikanische SchauspielerinKaDee Strickland (* 1975)

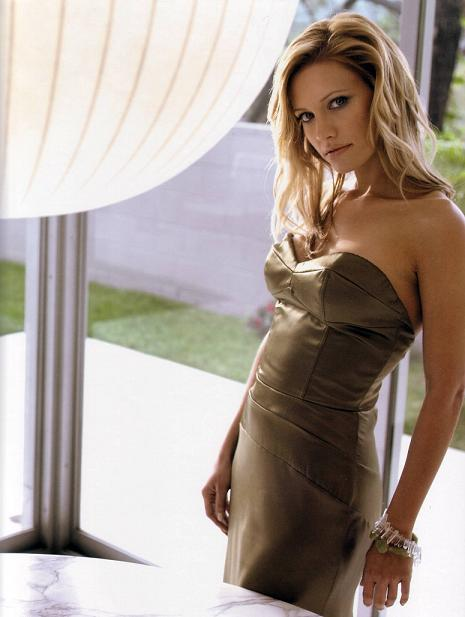
KaDee Strickland (* 1975)

- Strickland, Keith (* 1953), amerikanischer Musiker und Komponist
- Strickland, Mabel (1899–1988), maltesische Politikerin und Journalistin
- Strickland, Marcus (* 1979), US-amerikanischer Jazz-Saxophonist
- Strickland, Marilyn (* 1962), US-amerikanische Politikerin der Demokratischen Partei
- Strickland, Napoleon (1919–2001), US-amerikanischer Bluesmusiker, Songwriter und Sänger
- Strickland, Neil (* 1966), britischer Mathematiker
- Strickland, Randolph (1823–1880), US-amerikanischer Politiker
- Strickland, Reggie (* 1968), US-amerikanischer Boxer
- Strickland, Rod (* 1966), US-amerikanischer Basketballspieler
- Strickland, Stan, amerikanischer Jazzmusiker (Saxophon, Flöte, Gesang, Komposition)
- Strickland, Swerve (* 1990), amerikanischer WrestlerSwerve Strickland (* 1990)

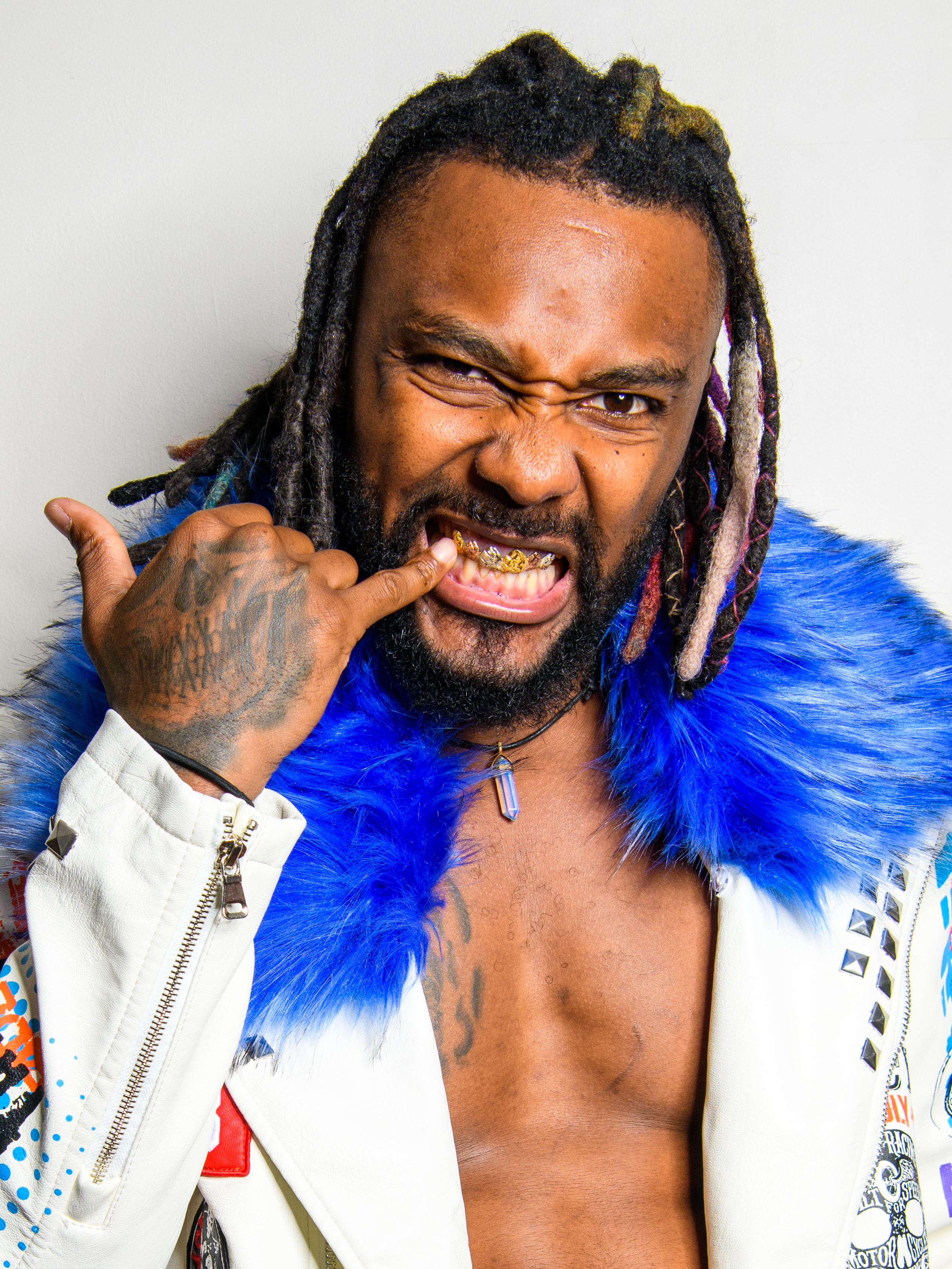
Swerve Strickland (* 1990)

- Strickland, Ted (* 1941), US-amerikanischer Politiker (Demokratische Partei)
- Strickland, Ted L. (1932–2012), US-amerikanischer Politiker
- Strickland, Thomas, englischer Ritter
- Strickland, Walter, englischer Esquire
- Strickland, William (1788–1854), US-amerikanischer Architekt
- Strickler, Albert (1887–1963), Schweizer Maschinenbau- und Wasserbauingenieur
- Strickler, Alois (1924–2019), Schweizer Bergsteiger
- Strickler, Daniel B. (1897–1992), US-amerikanischer Politiker
- Strickler, Johannes (1835–1910), Schweizer Staatsarchivar im Kanton Zürich und Autor
- Strickler, Salesia (1834–1898), Schweizer Ordensfrau und Generaloberin
- Stricklyn, Ray (1928–2002), US-amerikanischer Schauspieler
- Strickner, Andreas (1863–1949), österreichischer Maler
- Strickner, Daniel (* 1997), österreichischer Fußballspieler
- Strickner, Franz (1699–1738), österreichischer Steinmetzmeister und Bildhauer
- Strickner, Herbert (1911–1951), deutscher Polizeibeamter und SS-Führer
- Strickner, Jakob (1915–1994), österreichischer Nationalsozialist, Kaufmann und Gastwirt
- Strickner, Johann Michael (1717–1782), österreichischer Steinmetzmeister und Bildhauer des Barock, Richter in Kaisersteinbruch
- Strickner, Johann Michael (1720–1759), österreichischer Maler
- Strickner, Joseph Leopold (1744–1826), österreichischer Maler und Kupferstecher
- Strickner, Mathias (1671–1724), österreichischer Steinmetzmeister und Bildhauer
- Strickner, Paul († 1695), deutsch-österreichischer Steinmetzmeister und Bildhauer
- Strickrodt, Georg (1902–1989), deutscher Politiker (CDU), MdL
- Strickrodt, Hans-Joachim (1927–2019), deutscher Reiseveranstalter
- Strickroth, Sven, deutscher Informatiker und Hochschullehrer
- Stricksner, Dieter (* 1938), deutscher Fußballspieler
- Stricksner, Lothar (* 1926), deutscher Fußballspieler
- Strickson, Mark (* 1959), britischer Schauspieler
- Strickstrack, Günter-Helge (1921–2020), deutscher Politiker (CDU) und Gründungsmitglied der Partei

### Strid
- Strid, Björn (* 1978), schwedischer Metal-SängerBjörn Strid (* 1978)

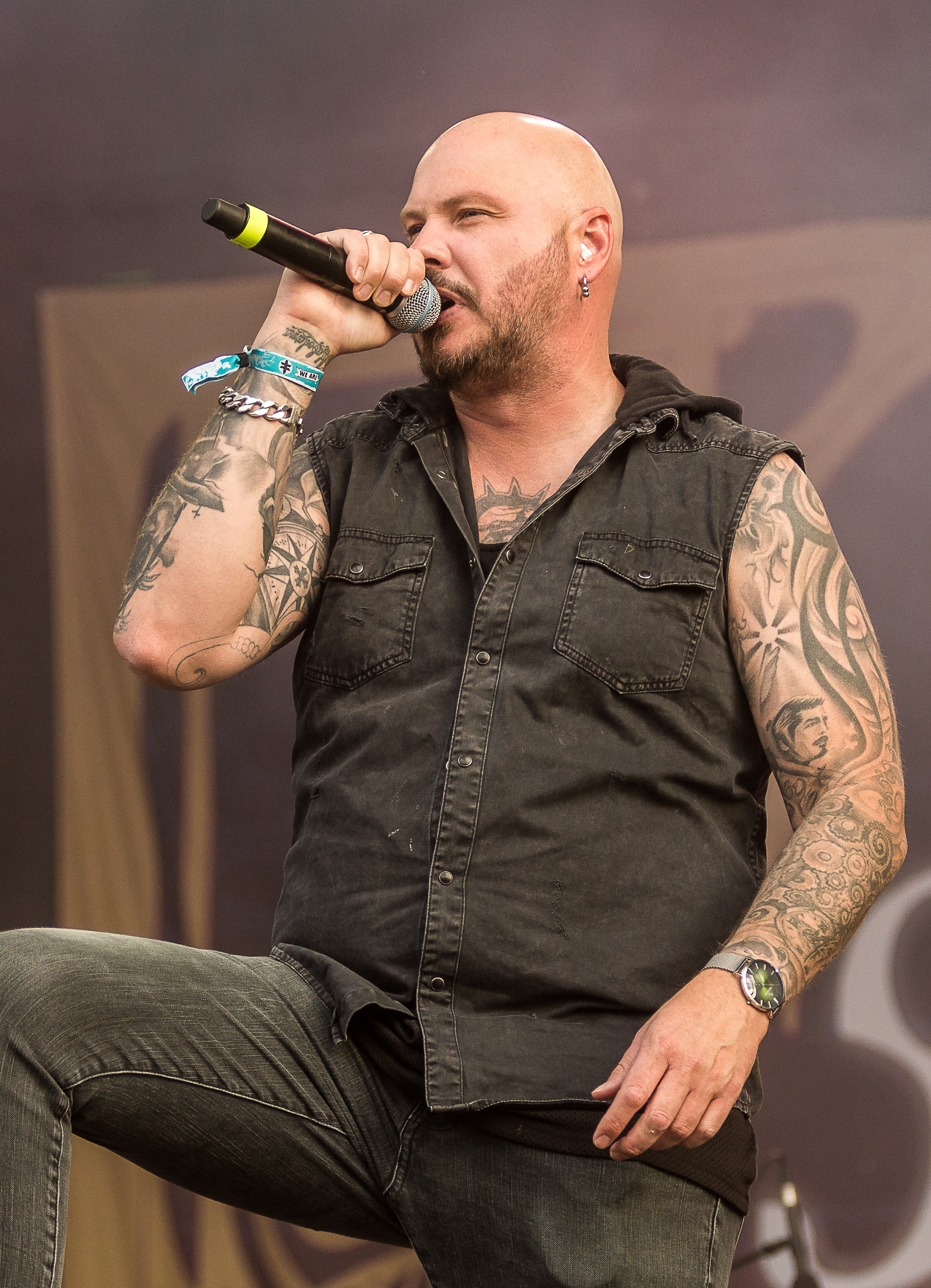
Björn Strid (* 1978)

- Strid, Elisabet (* 1976), schwedische Opernsängerin in der Stimmlage Sopran
- Strid, Jakob Martin (* 1972), dänischer Karikaturist, Zeichner, Autor und Musiker
- Strid, Raymond (* 1956), schwedischer Jazz-Schlagzeuger
- Stridbeck, Johann der Jüngere (1665–1714), deutscher Zeichner, Kupferstecher und Verleger
- Stride, Elizabeth (1843–1888), schwedisch-britische Prostituierte
- Stride, Margaret (* 1954), kanadische Sprinterin
- Stridinger, Kunze, stadthannoverscher, Northeimer und Göttinger Münzmeister
- Stridsberg, Sara (* 1972), schwedische Schriftstellerin
- Stridsberg-Usterud, Felix (* 1994), norwegischer Freestyle-Skisportler

### Strie
- Strieb, Olaf (* 1969), deutscher Theaterregisseur und Theaterwissenschaftler
- Striebeck, Catrin (* 1966), deutsche Schauspielerin
- Striebeck, Emil († 1900), deutscher Verfahrenstechniker
- Striebeck, Janna (* 1971), deutsche Schauspielerin und Hörspielsprecherin
- Striebeck, Jochen (* 1942), deutscher Schauspieler
- Striebeck, Karl (1904–1985), deutscher Schauspieler und Intendant
- Striebeck, Otto (1894–1972), deutscher Journalist und Politiker (SPD), MdB
- Striebeck, Peter (* 1938), deutscher SchauspielerPeter Striebeck (* 1938)

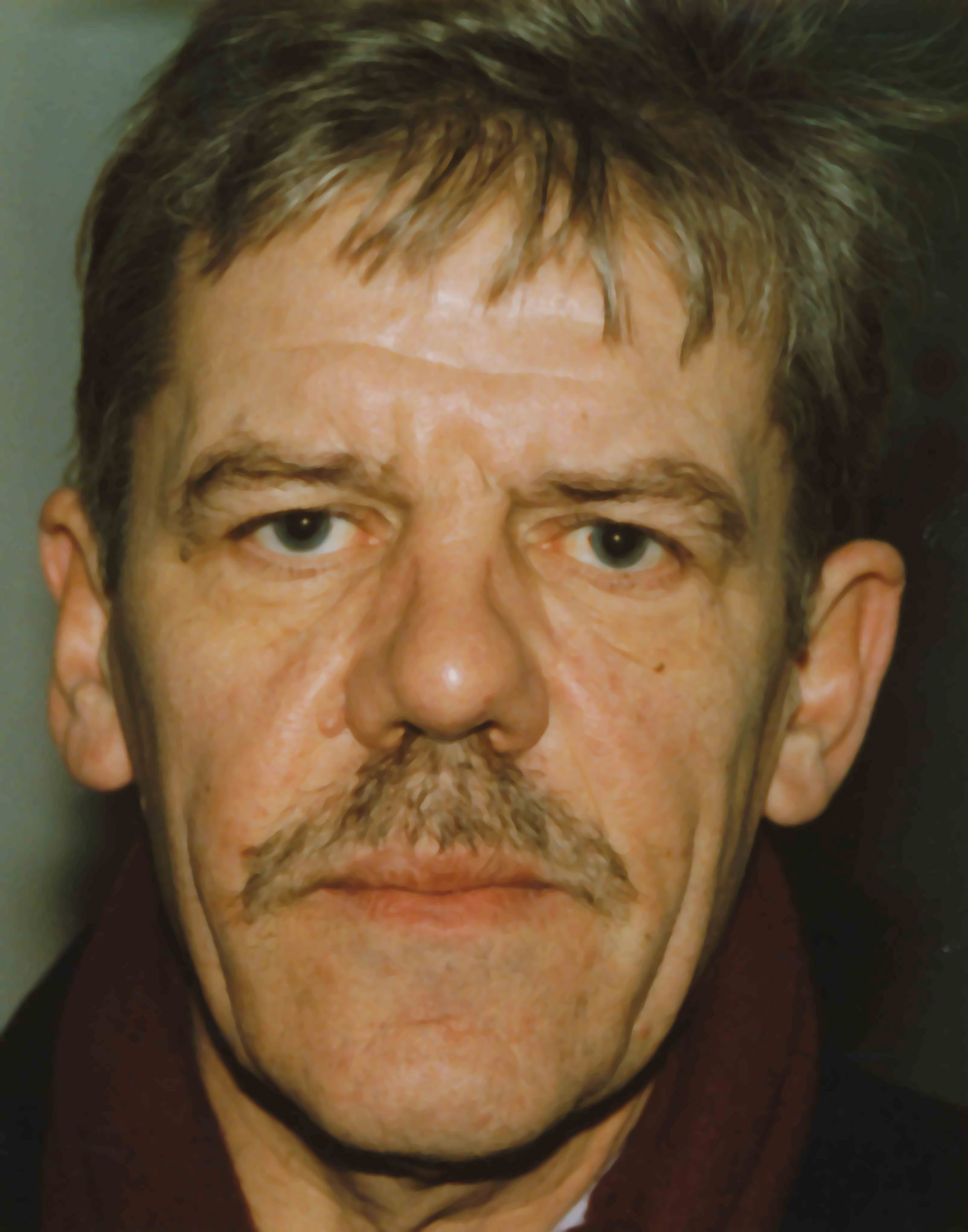
Peter Striebeck (* 1938)

- Striebel, Bernhard C. (* 1953), Berliner Konzept- und Installationskünstler
- Striebel, Constantin (* 1993), deutscher Handballspieler
- Striebel, Franz Xaver (1821–1871), deutscher Genre- und Historienmaler
- Striebel, Hans-Rudolf (* 1930), Schweizer Physiker und Politiker (FDP)
- Striebel, Joe (* 1973), deutscher Gitarrenbauer
- Striebel, Martin (1929–2008), deutscher evangelischer Geistlicher, Kirchenmusiker und Kirchenliederdichter
- Strieber, Whitley (* 1945), US-amerikanischer SchriftstellerWhitley Strieber (* 1945)

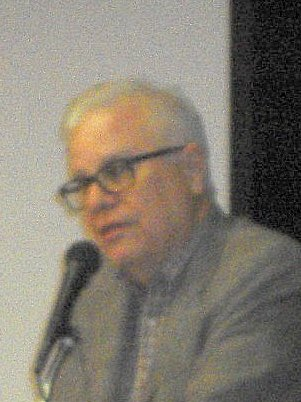
Whitley Strieber (* 1945)

- Striebig, Hubert (* 1939), französischer Automobilrennfahrer
- Striebinger, Karl (1913–1981), deutscher Fußballspieler
- Strieder, Friedrich Wilhelm (1739–1815), deutscher Bibliothekar und Historiker
- Strieder, Jakob (1877–1936), deutscher Wirtschaftshistoriker
- Strieder, Konrad (1907–1965), deutscher Polizeioffizier der VP
- Strieder, Peter (1913–2013), deutscher Kunsthistoriker
- Strieder, Peter (* 1952), deutscher Politiker (SPD)
- Strieder, Rico (* 1992), deutscher Fußballspieler
- Strieder, Thomas (* 1957), deutscher Diplomat
- Striedinger, Ivo (1868–1943), deutscher Archivar
- Striedinger, Otmar (* 1991), österreichischer Skirennläufer
- Striedinger, Rudolf (* 1961), österreichischer Militär, Generalmajor des Österreichischen Bundesheeres
- Striedl, Hans (1907–2002), deutscher Orientalist und Bibliothekar
- Striedl, Markus (* 1980), deutscher Politiker (AfD), MdL Bayern
- Striednig, Marc (* 2006), österreichischer Fußballspieler
- Striedter, Jurij (1926–2016), deutscher Slavist und Hochschullehrer
- Strief, Zach (* 1983), US-amerikanischer American-Football-Spieler
- Strieffler, Heinrich (1872–1949), deutscher Maler
- Strieffler, Marie (1917–1987), deutsche Malerin
- Striefler, Hans (1907–1998), deutscher Politiker (SPD), MdL
- Striegel, Heiko (* 1970), deutscher Sportmediziner und Rechtswissenschaftler
- Striegel, Ludwig (1954–2016), deutscher Musiker, Pianist, Musikpädagoge und Hochschullehrer
- Striegel, Sebastian (* 1981), deutscher Politiker (Bündnis 90/Die Grünen), MdLSebastian Striegel (* 1981)

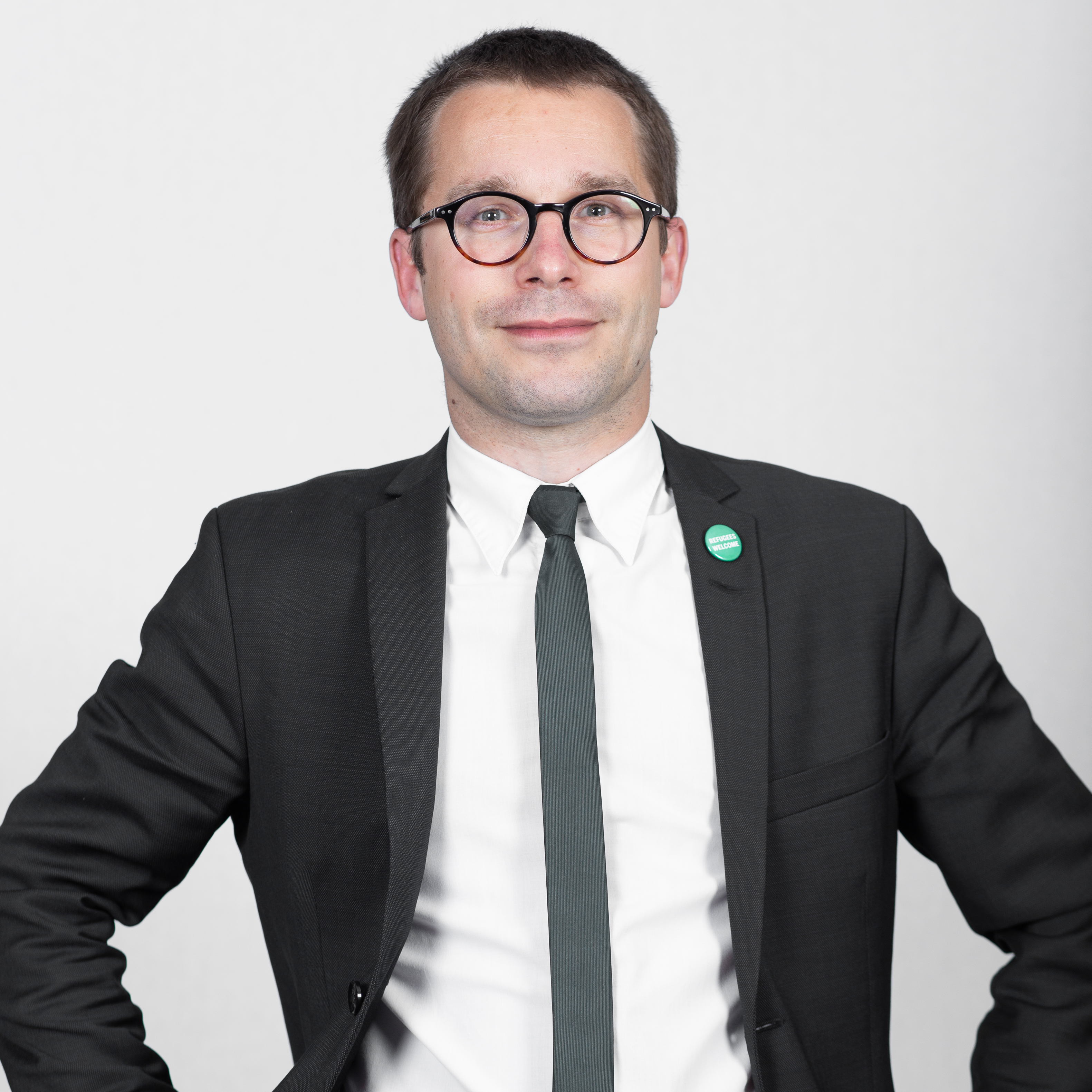
Sebastian Striegel (* 1981)

- Striegler, Kurt (1886–1958), deutscher Komponist
- Striehl, Heinrich († 1840), deutscher Hofzimmermeister, Kommunalpolitiker und Stiftungsgründer
- Striek, Heinz (1918–2011), deutscher Politiker (SPD), MdA
- Striemann, Franz (1901–1984), deutscher Tuchmacher und Mitglied der Volkskammer der DDR
- Striemer, Alfred (1879–1955), deutscher Wirtschaftswissenschaftler und Politiker
- Strien, Gom van (* 1951), niederländischer Politiker, Betriebswirt und PhysikerGom van Strien (* 1951)

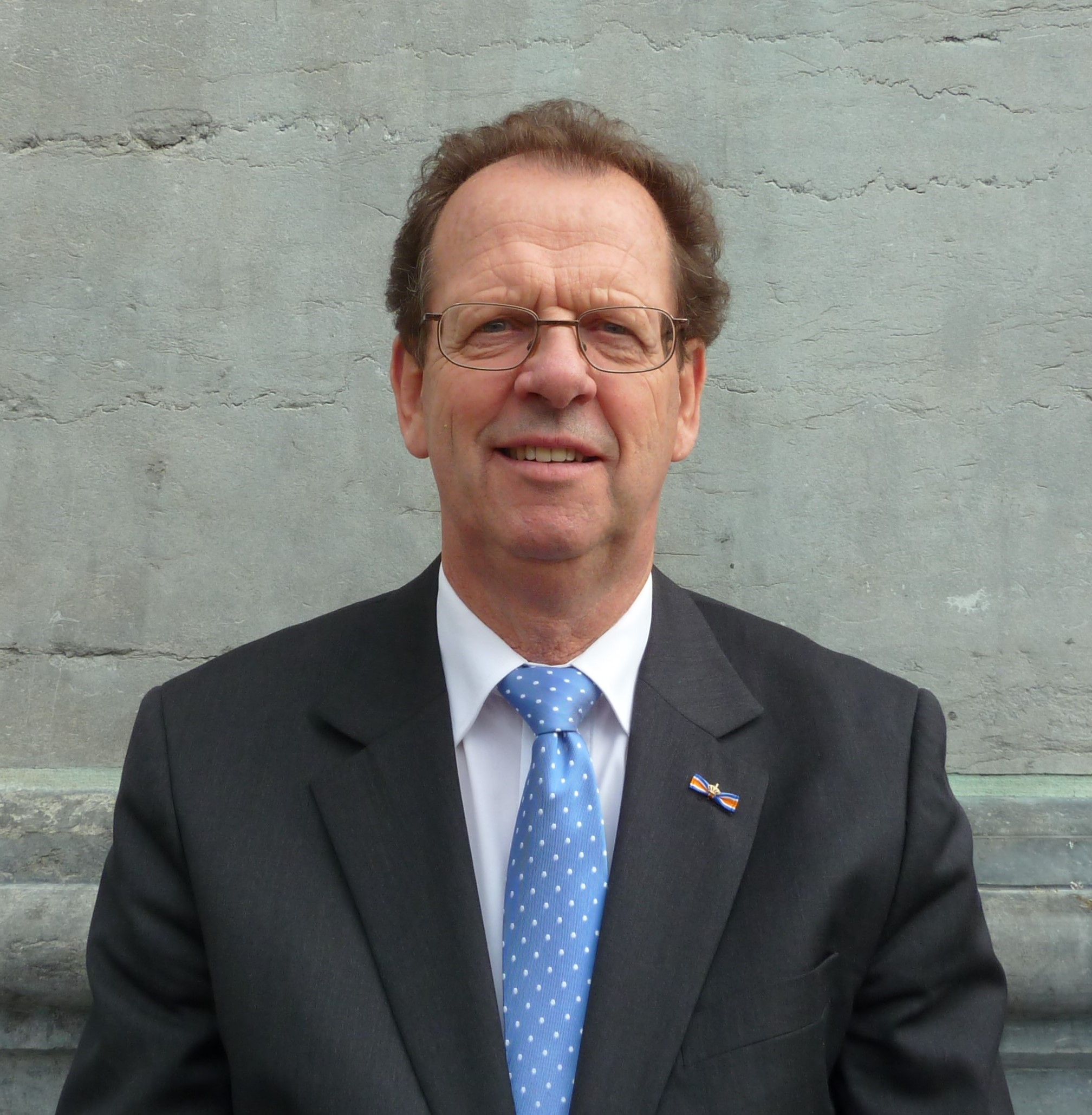
Gom van Strien (* 1951)

- Strien, René (* 1953), deutscher Verleger, Übersetzer und Herausgeber
- Strien, Sebastian van (* 1956), niederländischer Mathematiker
- Striening, Jan (1827–1903), niederländischer Genremaler und Kunstpädagoge
- Strienitz, Herbert (* 1921), deutscher Gewerkschafter
- Strienz, Wilhelm (1900–1987), deutscher Opernsänger (Bass)
- Striepe, Sebastian (1582–1649), brandenburgischer Staatsmann
- Striepecke, Kordula (* 1963), deutsche Kanutin
- Striepeke, Daniel C. (1930–2019), US-amerikanischer Maskenbildner
- Striepens, Ansgar (* 1965), deutscher Jazzmusiker (Posaune, Arrangements, Komposition, Orchesterleitung)
- Striese, Theodor (* 1999), deutscher Komponist
- Striese, Werner (1929–2020), deutscher Bildhauer und Fotokünstler
- Striesow, Anna (* 1991), deutsche Schauspielerin
- Striesow, Devid (* 1973), deutscher SchauspielerDevid Striesow (* 1973)

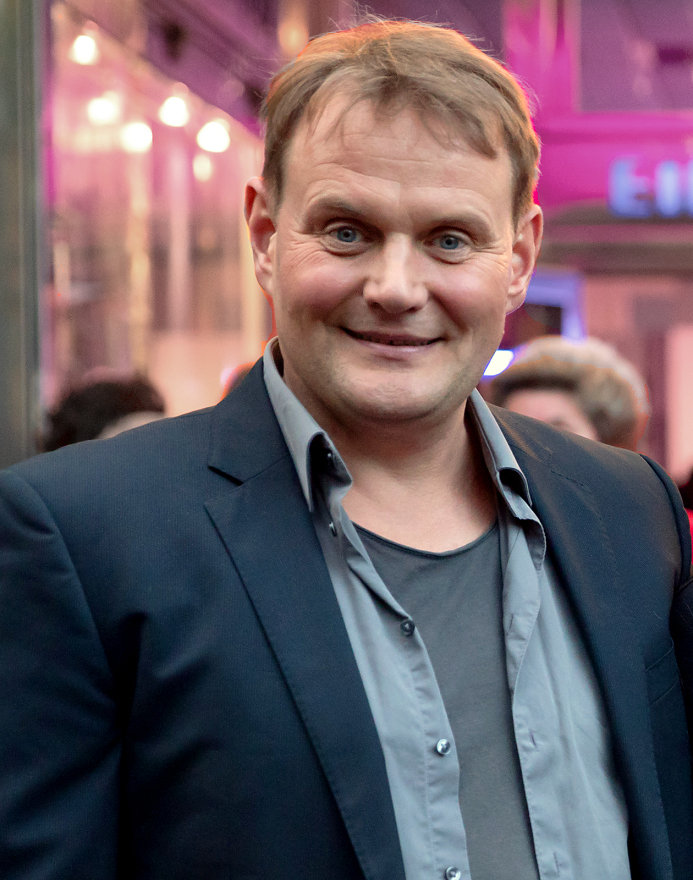
Devid Striesow (* 1973)

- Strießnig, Florian (* 1999), österreichischer Handballspieler
- Strießnigg, Karl (1876–1938), österreichischer Politiker (LBd), Abgeordneter zum Nationalrat
- Striet, Magnus (* 1964), deutscher Fundamentaltheologe
- Strietmann, Pia (* 1978), deutsche Filmregisseurin und Drehbuchautorin
- Strietzel, Achim (1926–1989), deutscher Schauspieler und Kabarettist
- Strietzel, Bastian (* 1998), deutscher Fußballspieler
- Strietzel, Daniela (* 1958), deutsche Schauspielerin, Synchronsprecherin und Malerin
- Striezel, Christa (* 1949), deutsche Leichtathletin
- Striezel, Silke (* 1949), deutsche Politikerin (CDU)

### Strif
- Strifeldt, Bengt Rune (* 1971), norwegischer Politiker
- Striffler, Fabiana (* 1988), deutsche Musikerin (Geige, Komposition)
- Striffler, Helmut (1927–2015), deutscher Architekt und Hochschullehrer
- Striffler, Michèle (* 1957), französische Politikerin (La Gauche moderne), MdEP
- Strifler, Jonas (* 1990), deutscher Fußballspieler

### Strig
- Strigalev, Zhenya, Jazzmusiker (Alt- und Sopransaxophon, Elektronik, Komposition)
- Strigel, Bernhard († 1528), deutscher MalerBernhard Strigel († 1528)

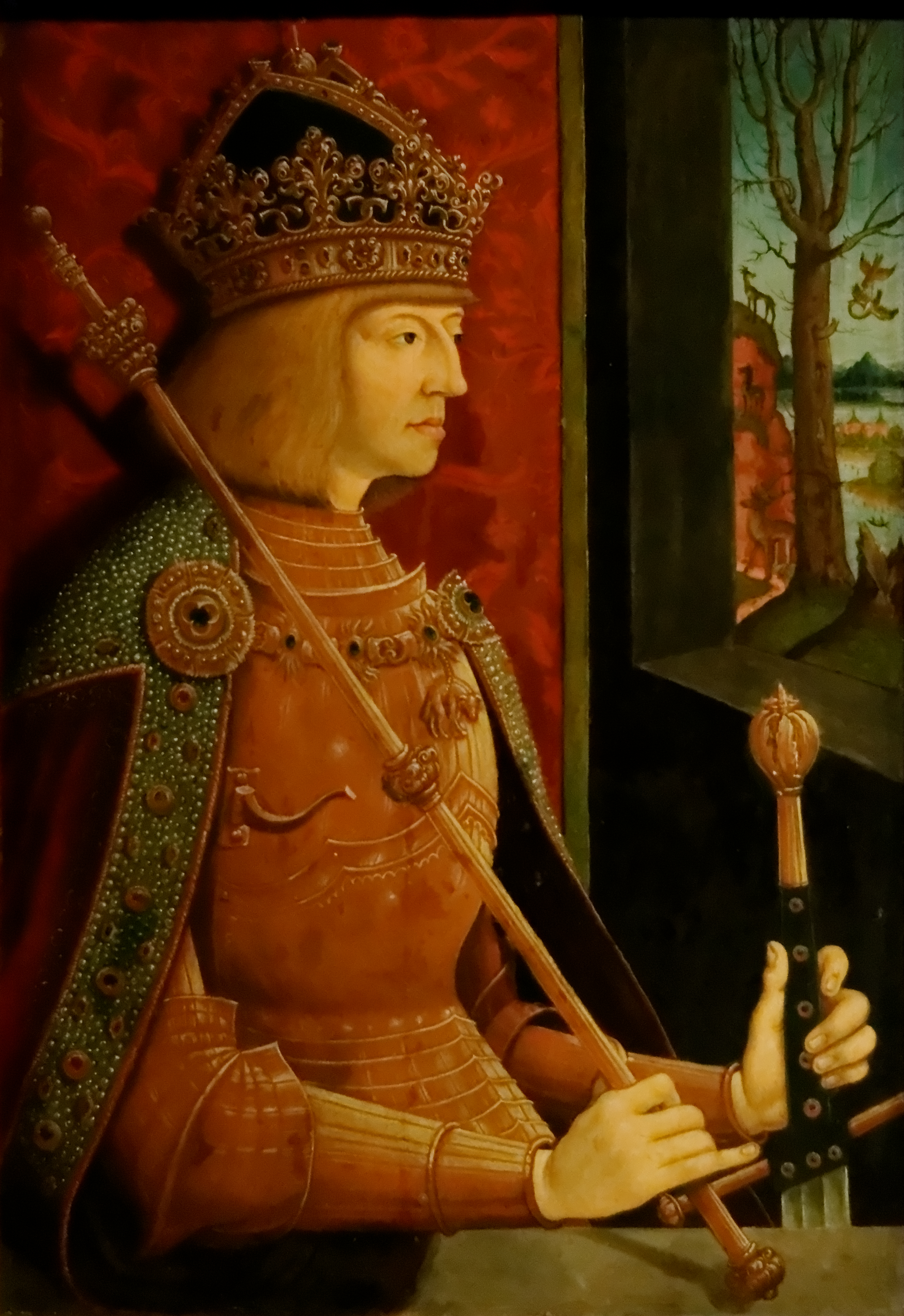
Bernhard Strigel († 1528)

- Strigel, Claus, deutscher Kunstmaler der Spätgotik
- Strigel, Claus (* 1955), deutscher Filmemacher, Filmregisseur, Filmproduzent, Drehbuchautor und Kameramann
- Strigel, Daniel (* 1975), deutscher Degenfechter
- Strigel, Eugen (* 1949), deutscher Fußballschiedsrichter
- Strigel, Hans der Ältere († 1462), deutscher Maler
- Strigel, Hans der Jüngere († 1479), spätgotischer Maler
- Strigel, Ivo (1430–1516), deutscher Bildschnitzer
- Strigel, Michael, deutscher Kunstmaler
- Strigel, Viktorin (1524–1569), lutherischer Theologe
- Strigeus, Ludvig (* 1981), schwedischer Programmierer
- Striggio, Alessandro der Ältere († 1592), italienischer Komponist, Instrumentalist und Diplomat
- Striggio, Alessandro der Jüngere (1573–1630), italienischer Librettist
- Strigl, Anna (* 1997), österreichische Reality-TV-Teilnehmerin und Influencerin
- Strigl, Daniela (* 1964), österreichische LiteraturwissenschaftlerinDaniela Strigl (* 1964)

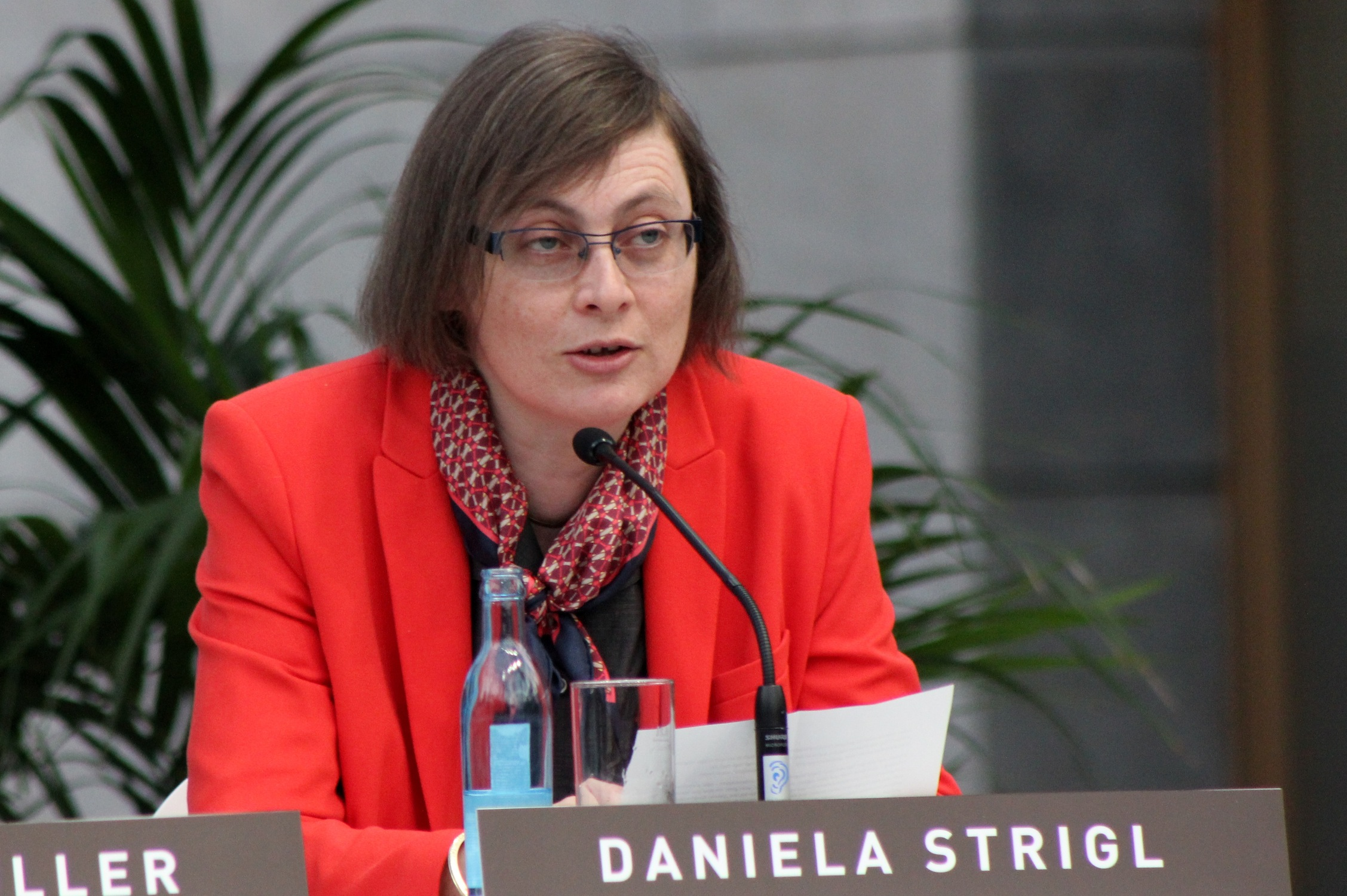
Daniela Strigl (* 1964)

- Strigl, Hans (1897–1956), österreichischer Maler
- Strigl, Richard Adolf (1926–1985), deutscher katholischer Theologe
- Strigl, Theres (1824–1908), österreichische Malerin
- Strigler, Johann Michael Leonhard (1815–1865), Landtagsabgeordneter Großherzogtum Hessen
- Strigler, Joseph (1773–1841), Landtagsabgeordneter Großherzogtum Hessen
- Strigler, Mordechai († 1998), jiddischer Schriftsteller, Essayist und Journalist

### Strih
- Střihavka, David (* 1983), tschechischer Fußballspieler

### Strij
- Strij, Abraham van der Ältere (1753–1826), niederländischer Maler
- Strij, Jacob van (1756–1815), niederländischer Maler
- Strijd, Romee (* 1995), niederländisches Model
- Strijdom, Johannes Gerhardus (1893–1958), südafrikanischer Politiker und Premierminister
- Strijewski, Wladimir (1892–1977), russischer Filmregisseur, Schauspieler und Drehbuchautor
- Strijk, Erik-Simon (* 1985), niederländischer Triathlet

### Strik
- Strik, Pleun (1944–2022), niederländischer Fußballspieler
- Strik, Reshad (* 1981), australischer Schauspieler
- Strik, Tineke (* 1961), niederländische Politikerin (GroenLinks), Senatorin (2007–2019), MdEP
- Strik, Werner (1930–2021), deutscher Mediziner und Chefarzt
- Strik, Werner (* 1958), deutsch-italienischer Psychiater und Psychotherapeut
- Strike, Hilda (1910–1989), kanadische Leichtathletin
- Strīķe, Juta (1970–2020), lettische Politikerin und ehemalige Beamtin in der Antikorruptionsbehörde KNAB
- Striker, Fran (1903–1962), US-amerikanischer Autor
- Striker, Gisela (* 1943), deutsche Philosophiehistorikerin und Klassische Philologin
- Striker, Leah (* 1973), US-amerikanische Kamerafrau beim Film
- Striković, Aleksa (* 1961), serbischer Schachspieler

### Stril
- Strilezka, Maryna (* 1983), ukrainische Fußballschiedsrichterassistentin
- Strillinger, Josef, deutscher Rennrodler

### Strim
- Strimell, Jimmie (* 1980), schwedischer Sänger und Songwriter
- Strimesius, Johann Samuel (1684–1744), deutscher Rhetoriker und Historiker
- Strimesius, Samuel (1648–1730), deutscher reformierter Theologe
- Strimitzer, Martin (1928–2021), österreichischer Politiker (ÖVP), Mitglied des Bundesrates
- Strimmer, Korbinian (* 1972), deutscher Statistiker
- Strimpell, Stephen (1937–2006), US-amerikanischer Schauspieler und Schauspiellehrer

### Strin
- Strinasacchi, Regina (1761–1839), italienische Violinistin der Mozart-Zeit
- Strinasacchi, Teresa (1768–1838), italienische Opernsängerin (Sopran)
- Strinati, Fabio (* 1983), italienischer Schriftsteller
- Strindberg, Anita (* 1937), schwedische Filmschauspielerin
- Strindberg, August (1849–1912), schwedischer Schriftsteller und DramatikerAugust Strindberg (1849–1912)

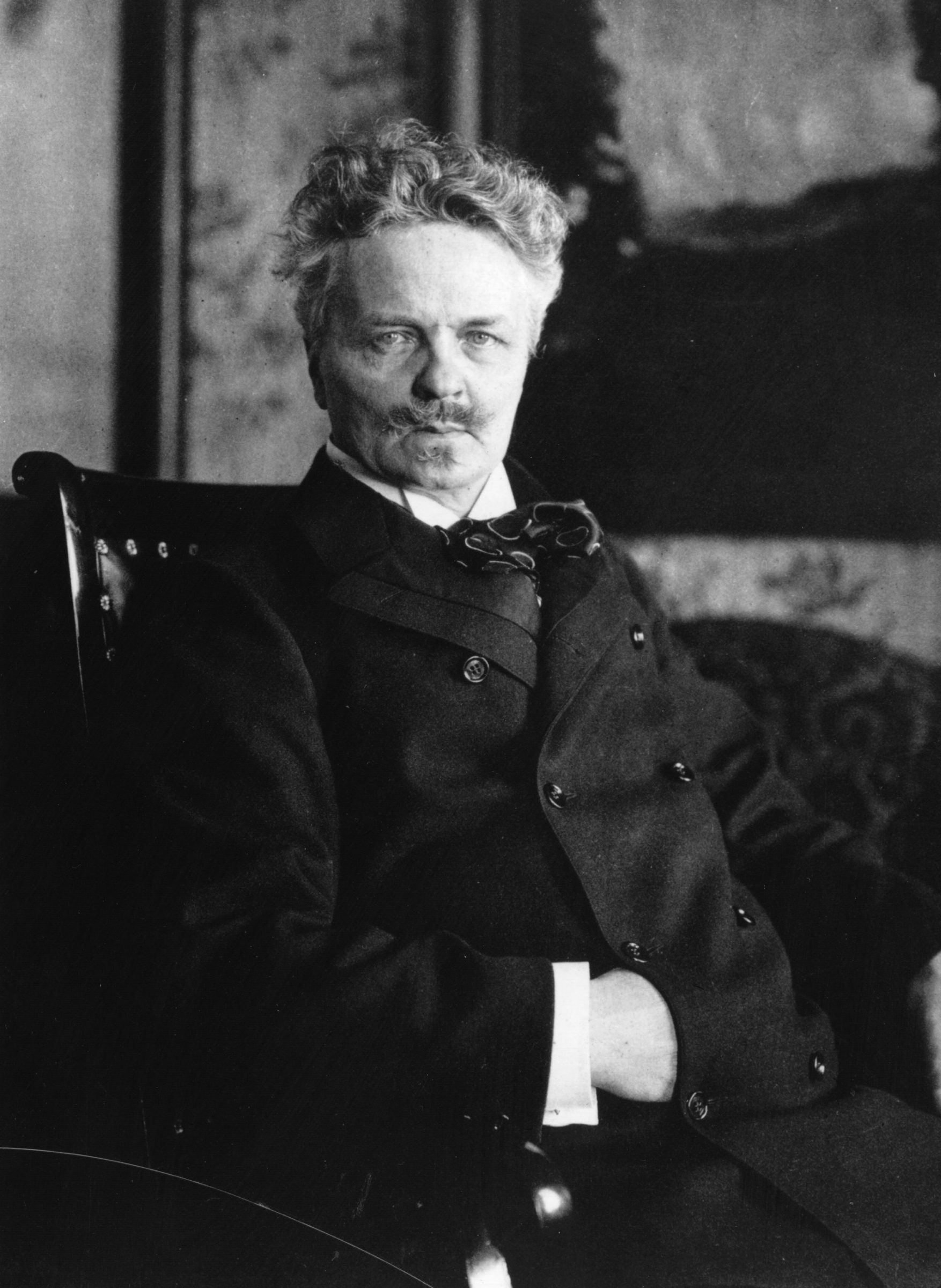
August Strindberg (1849–1912)

- Strindberg, Frida (1872–1943), österreichische Schriftstellerin, Literaturkritikerin, Kabarettgründerin, Übersetzerin und Drehbuchautorin
- Strindberg, Friedrich (1897–1978), schwedisch-deutscher Journalist
- Strindberg, Göran (1917–1991), schwedischer Kameramann
- Strindberg, Nils (1872–1897), schwedischer Wissenschaftler und Fotograf, Polarforscher
- Strindlund, Anna-Lena (* 1971), schwedische Schauspielerin
- Stringer, Chris (* 1947), britischer Paläoanthropologe
- Stringer, Dave (* 1944), englischer Fußballspieler und -trainer
- Stringer, Howard (* 1942), britisch-US-amerikanischer Manager
- Stringer, Korey (1974–2001), US-amerikanischer American-Football-Spieler
- Stringer, Lawrence B. (1866–1942), US-amerikanischer Politiker
- Stringer, Luke (* 1995), südafrikanischer Eishockeyspieler
- Stringer, Matt (* 1993), australischer Eishockeyspieler
- Stringer, Michael (1924–2004), britischer Filmarchitekt
- Stringer, Mike (* 1992), kanadischer Gitarrist
- Stringer, Peter (* 1977), irischer Rugby-Union-Spieler
- Stringfellow, Douglas R. (1922–1966), US-amerikanischer Politiker
- Stringfellow, John (1799–1883), englischer Konstrukteur und Pionier des Motorfluges
- Stringfellow, Ken (* 1968), US-amerikanischer Musiker
- Stringfellow, Savanté (* 1978), US-amerikanischer Weitspringer
- Stringfield, Bessie († 1993), US-amerikanische Motorradfahrerin
- Stringfield, Sherry (* 1967), US-amerikanische Schauspielerin
- Stringhini, Pedro Luiz (* 1953), brasilianischer Geistlicher, römisch-katholischer Bischof
- Strings, Billy (* 1992), US-amerikanischer Bluegrass-MusikerBilly Strings (* 1992)

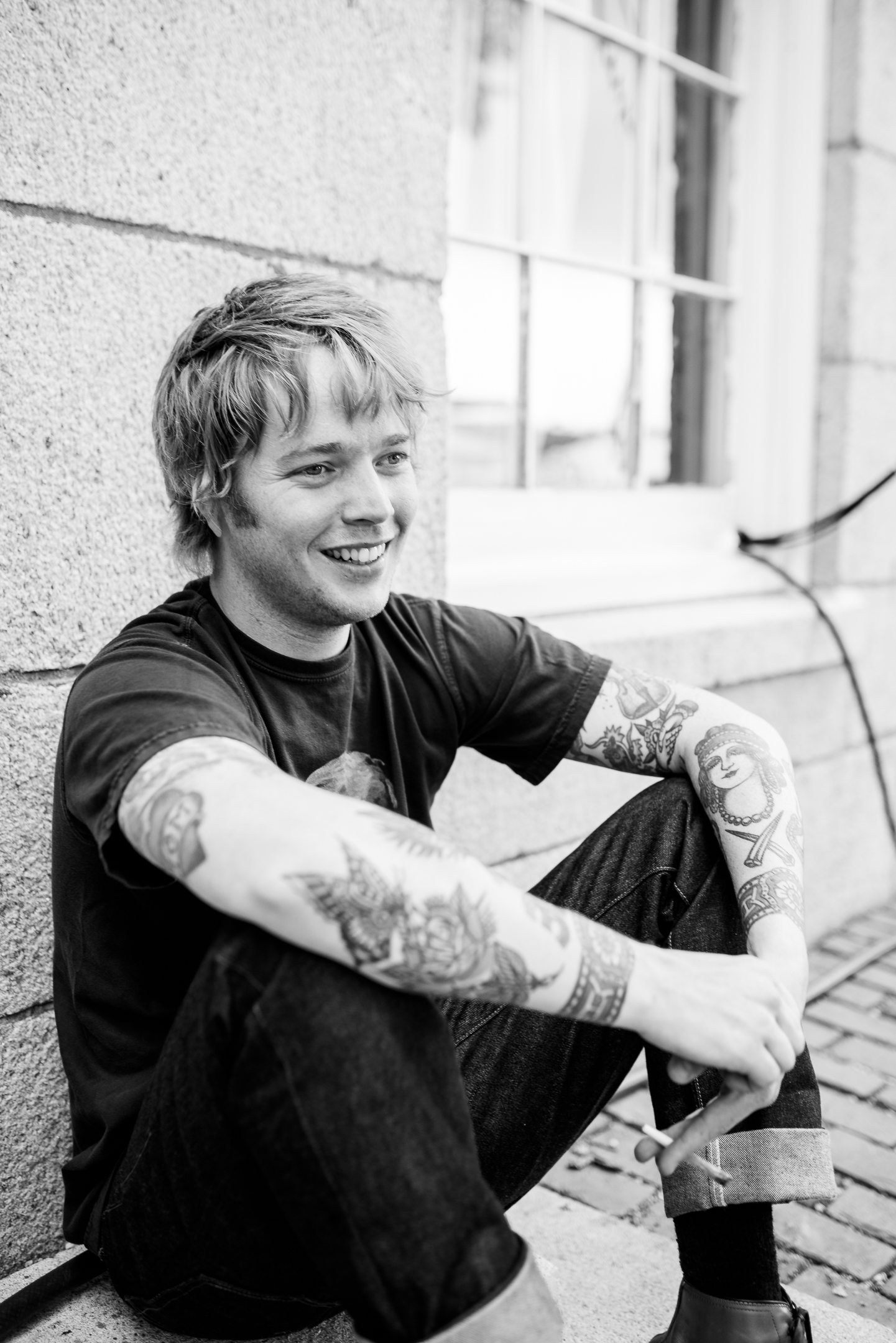
Billy Strings (* 1992)

- Stringwell, Ronnie (* 1928), britischer Radrennfahrer
- Strini, Markus (* 1973), österreichischer Triathlet
- Strinić, Ivan (* 1987), kroatischer Fußballspieler
- Strinnholm, Jan (1936–2014), schwedischer Jazzpianist und Komponist
- Strinning, Nisse (1917–2006), schwedischer Architekt und Designer
- Strinning, Sebastian (* 1985), schweizerisch-schwedischer Jazzmusiker (Saxophone)
- Strintzos, Haftu (* 1999), australischer Langstreckenläufer
- Striny, Alois (1888–1955), österreichischer Politiker (SPÖ), Landtagsabgeordneter im Burgenland
- Strinz, Willi (1908–1988), deutscher Widerstandskämpfer gegen den Nationalsozialismus

### Strip
- Stripeika, Saulius (* 1966), litauischer Jurist, Politiker und stellv. Justizminister
- Stripeikienė, Janina (* 1955), litauische Richterin
- Stripling, Robert (* 1989), deutscher Schriftsteller
- Stripp, Konrad, deutscher Sportwissenschaftler und Hochschullehrer
- Stripp, Peter (1935–2013), deutscher Drehbuch- und Hörspielautor sowie Regisseur
- Strippel, Arnold (1911–1994), deutscher SS-Obersturmführer und KZ-VerbrecherArnold Strippel (1911–1994)

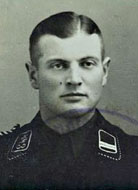
Arnold Strippel (1911–1994)

- Strippelmann, Friedrich Georg Lebrecht (1804–1889), deutscher Jurist und Archivar
- Strippelmann, Leo (1826–1892), deutscher Montanindustrieller und Parlamentarier

### Stris
- Strischek, Heinz, deutscher Skispringer
- Strischenow, Gleb Alexandrowitsch (1923–1985), sowjetischer Schauspieler
- Strischenow, Oleg Alexandrowitsch (* 1929), sowjetischer bzw. russischer Filmschauspieler
- Stříšková, Adéla (* 2000), tschechische Handballspielerin

### Strit
- Stritar, Josip (1836–1923), slowenischer Schriftsteller und Kritiker
- Stritch, Billy (* 1962), US-amerikanischer Pianist und Sänger
- Stritch, Elaine (1925–2014), US-amerikanische SchauspielerinElaine Stritch (1925–2014)

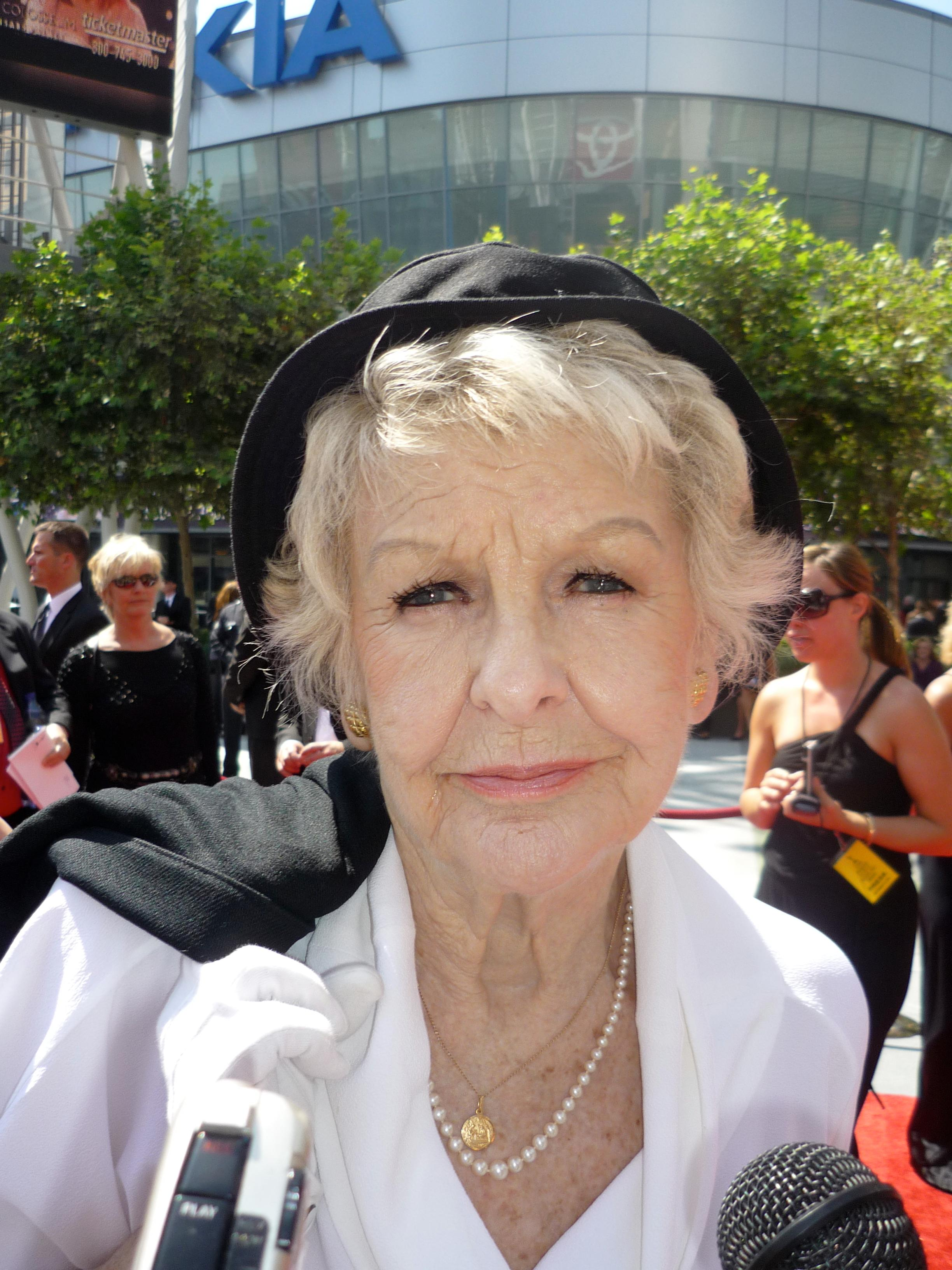
Elaine Stritch (1925–2014)

- Stritch, Samuel (1887–1958), US-amerikanischer Geistlicher, Erzbischof von Chicago und Kardinal der römisch-katholischen Kirche
- Štritof, Ratko (* 1972), kroatischer Wasserballspieler
- Stritt, Albert (1847–1908), deutscher Schauspieler und Opernsänger (Tenor)
- Stritt, Eduard (1870–1937), deutscher Glasmaler
- Stritt, Marie (1855–1928), deutsche Theaterschauspielerin und Frauenrechtlerin
- Stritte, Martin (1877–1963), deutscher Jurist und Politiker (LDPD)
- Stritter, Hans Georg (1949–2024), deutscher Politiker (SPD), MdL
- Stritter, Johann Gotthilf (1740–1801), deutsch-russischer Historiker
- Stritter, Mháire (* 1984), deutsche Journalistin, Schriftstellerin, Übersetzerin, Moderatorin und Fotomodell
- Stritter, Paul (1863–1944), deutscher Theologe und Direktor der Alsterdorfer Anstalten
- Stritter, Thomas (* 1956), deutscher Jurist und Politiker (SPD)
- Strittich, Rudolf (1922–2010), österreichischer Fußballspieler und -trainer
- Strittmatter, Cyd, US-amerikanische Schauspielerin
- Strittmatter, Erwin (1912–1994), deutsch-sorbischer SchriftstellerErwin Strittmatter (1912–1994)

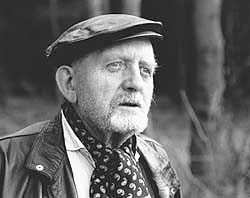
Erwin Strittmatter (1912–1994)

- Strittmatter, Eva (1930–2011), deutsche Dichterin und Schriftstellerin
- Strittmatter, Fred (1923–1985), schweizerisch-deutscher Filmmusikkomponist
- Strittmatter, Gerhard (* 1961), deutscher Bahnradsportler
- Strittmatter, Hans (1928–2014), deutscher Fußballspieler
- Strittmatter, Kai (* 1965), deutscher Journalist und Buchautor
- Strittmatter, Klaus (* 1936), deutscher Moderator und Funktionär
- Strittmatter, Matthias (* 1962), deutscher Neurologe und Hochschullehrer
- Strittmatter, Nadine (* 1984), Schweizer Model
- Strittmatter, Peter, deutscher Skeletonsportler
- Strittmatter, Peter (* 1937), deutscher Erziehungswissenschaftler
- Strittmatter, Peter A. (* 1939), britischer Astronom
- Strittmatter, Rolf (* 1955), Schweizer Leichtathlet und Bobfahrer
- Strittmatter, Stephen (* 1958), US-amerikanischer Neurologe
- Strittmatter, Thomas (1961–1995), deutscher Autor
- Stritzel, Florian (* 1994), deutsch-österreichischer Fußballtorwart
- Stritzel, Oliver (* 1957), deutscher SchauspielerOliver Stritzel (* 1957)

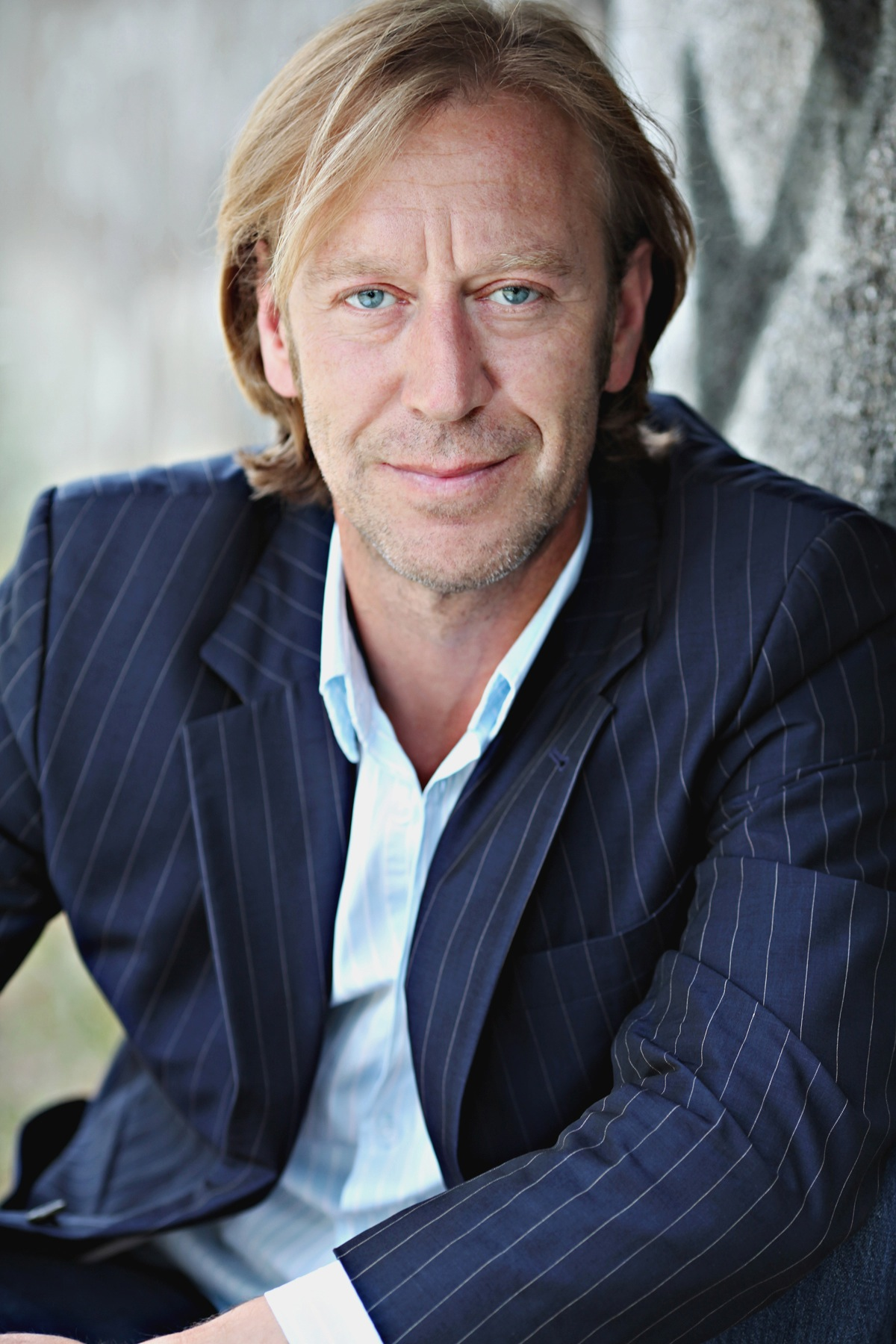
Oliver Stritzel (* 1957)

- Stritzinger, Joshua (* 1995), deutscher Radrennfahrer
- Stritzke, Jürgen (* 1937), deutscher Ingenieur
- Stritzky, Maria-Barbara von (* 1943), deutsche römisch-katholische Theologin
- Stritzl, Heinz (1921–2021), österreichischer Redakteur und Journalist
- Stritzl, Thomas (* 1957), deutscher Politiker (CDU), MdB

### Strix
- Strixner, Johann Nepomuk (1782–1855), deutscher Zeichner, Lithograph und Kupferstecher
- Strixner, Michael (1938–2013), deutscher Schauspieler

### Striz
- Stříž, Igor (* 1964), tschechischer Jurist, Generalstaatsanwalt Tschechiens